# رخ گلوله
رخ گلوله (به انگلیسی: Bulletface) یک فیلم سینمایی آمریکایی در ژانر اکشن محصول سال ۲۰۱۰ به کارگردانی آلبرت پایون است.